# Ney Dávid (operaénekes, 1842–1905)

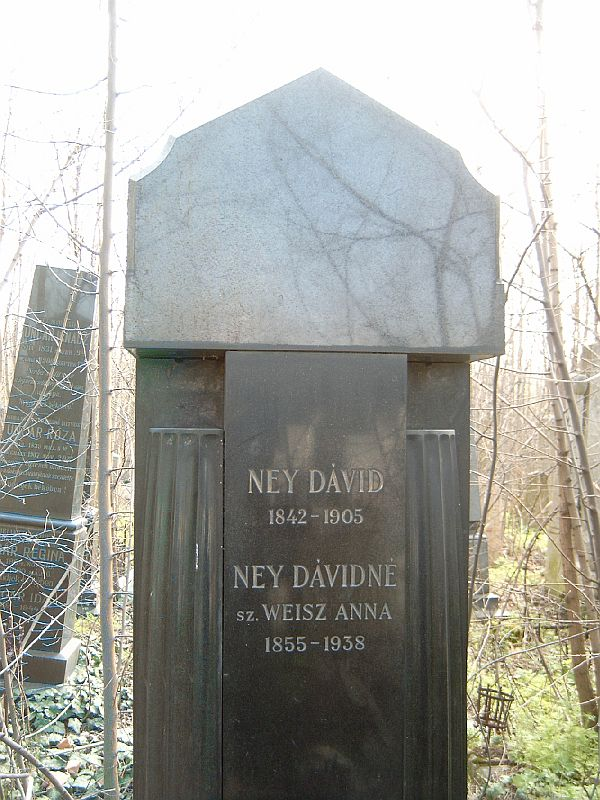
Ney Dávid sírja Budapest. Kozma utcai izraelita temető: 2-2-14.

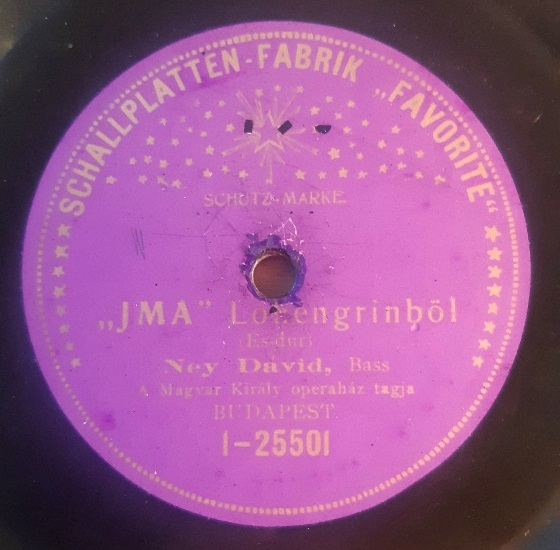
Ney Dávid felvétele (Budapest 1905)

Ney Dávid (neve Neu Dávid alakban is előfordul) (Várpalota, 1842. február 12. – Budapest, 1905. augusztus 31.) magyar operaénekes (basszbariton).

## Életútja
Szabólegény volt, majd 19 éves korában katona lett. Énekelni katonatársai rábeszélésére kezdett tanulni Olaszországban, ahol frontszolgálatot teljesített. Leszerelése után Bécsben, a Carltheaterben énekelt. Ezután Győrben telepedett le, ahol Bokody Antal társulatánál elsősorban népszínművekben énekelt és tagja volt a zsinagóga kórusának. 1874-ben szerződtette a Nemzeti Színház kardalosnak, prózai, énekes, néma és táncos (!) szerepekre. Bemutatkozása William Shakespeare Othellójában volt az egyik tanácsos szerepében. Énekesi debütálására Giacomo Meyerbeer Hugenottákjának Első szerzeteseként került sor. Hamarosan már kizárólag magánénekesként alkalmazták. Rendkívül rövid idő alatt kiemelkedően sikeressé vált, az 1884-ben nyílt Operaház vezető művésze lett, és tagja maradt egészen haláláig. Az 1880-as években többször vendégszerepelt német nyelvterületen, első külföldi fellépése 1881-ben a bécsi Udvari Operában volt.
Híres volt nagy terjedelmű, érzékeny baritonjáról, meggyőző színpadi játékáról és művész kultúrájáról. Szinte bármilyen, hangjához illő szerepkörben otthonosan mozgott, az utókor emlékezetesnek tartja Wagner-alakításait, például Hans Sachsot A nürnbergi mesterdalnokokban, vagy Wotant A Nibelung gyűrűje első három operájában, de kiváló volt Sarastróként Mozart Varázsfuvolájában, valamint Erkel Ferenc Petur bánja szerepében a Bánk bánban és az ugyancsak Erkel-opera, az István király címszerepében is. 78 darabban játszott 103 szerepét halála után három énekes közt kellett szétosztani. Fennmaradt néhány operarészletet és zsidó liturgikus éneket tartalmazó gramofonfelvétele.
Emlékét a szülővárosában rendszeresen megrendezett Ney Dávid kórusverseny, és ugyanott a róla elnevezett utca őrzi.
Ney Dávid hangját a G&T (Budapest 1903), az Odeon (Budapest 1904-05), a Columbia (Budapest 1905) és a Favorite (Budapest 1905) felvételein keresztül dokumentálták.

## Főbb szerepei
- Erkel Ferenc: Hunyadi László — Czillei Ulrik; Gara nádor
- Erkel Ferenc: Bánk bán — Petur bán
- Erkel Ferenc: István király — István
- Alberto Franchetti: Asrael — Brabant királya
- Goldmark: Sába királynője — Salamon király
- Gounod: Faust – Mefisztó
- Halévy: A zsidónő — Brogni bíboros
- Lortzing: A fegyverkovács — Hans Stadinger
- Meyerbeer: A hugenották – Marcel; Első szerzetes
- Meyerbeer: Észak csillaga – Nagy Péter cár
- Meyerbber: Ördög Róbert — Bertram
- Mozart: Don Juan – címszerep; Leporello; A kormányzó
- Mozart: Figaro házassága — Figaro
- Mozart: A varázsfuvola — Sarastro
- Nicolai: A windsori víg nők — Sir John Falstaff
- Schauer Ferenc: Atala — Főpap
- Verdi: Aida — Ramfisz
- Wagner: A bolygó hollandi – Daland
- Wagner: Tannhäuser... — Hermann
- Wagner: Lohengrin — Madarász Henrik
- Wagner: Trisztán és Izolda – Marke király
- Wagner: A Nibelung gyűrűje — Wotan
- Wagner: A nürnbergi mesterdalnokok — Hans Sachs
- Weber: A bűvös vadász — Kaspar